# Broad Top
Broad Top  è una township degli Stati Uniti d'America, nella contea di Bedford nello Stato della Pennsylvania. Secondo il censimento del 2000 la popolazione è di 1.827 abitanti.

## Società

### Evoluzione demografica
La composizione etnica vede una prevalenza della razza bianca (99,12%), seguita da quella afroamericana (0,22%); dati del 2000.
| township di Broad Top Popolazione |       |
| 2000                              | 1.827 |
| Stima al 2009                     | 1.809 |